# 达拉斯第一浸信会
达拉斯第一浸信会（First Baptist Dallas）是一个美南浸信会的巨型教会，位于美国德克萨斯州达拉斯。它创建于1868年7月30日，到2016年拥有12,000名信徒。此外还开办学校和广播电台。
目前的教堂建于1891年。现任牧师罗伯特·杰弗斯曾在讲道中曾批评伊斯兰教、犹太人、摩门教、罗马天主教和同性恋者，引发争议。
美国传教士葛培理在1953年成为达拉斯第一浸信会的成员。2008年，90岁的葛培理改属南卡罗来纳州斯巴达堡的第一浸信会。